# Hå
Hå is een gemeente in de Noorse provincie Rogaland. De gemeente telde 18.800 inwoners in januari 2017.

## Plaatsen in de gemeente
- Brusand
- Hæen
- Nærbø
- Ogna
- Sirevåg
- Varhaug
- Vigrestad

Bjerkreim · Bokn · Eigersund · Gjesdal · Hå · Haugesund · Hjelmeland · Karmøy · Klepp · Kvitsøy · Lund · Randaberg · Sandnes · Sauda · Sokndal · Sola · Stavanger · Strand · Suldal · Time · Tysvær · Utsira · Vindafjord

Fylker van Noorwegen